# كارلينهوس (لاعب كرة قدم مواليد 1994)
كارلينهوس (بالبرتغالية: Carlos Vinícius Santos de Jesus‏) هو لاعب كرة قدم برازيلي في مركز الوسط يلعب في نادي قطر معار من نادي بورتيمونينسي، ولد في 22 يونيو 1994 في كاماكان في البرازيل. لعب مع باير 04 ليفركوزن وريد بل برازيل ونادي آراو ونادي إنترناسيونال ويان ريغنسبورغ.

## وصلات خارجية
- كارلينهوس (لاعب كرة قدم مواليد 1994) على موقع قاعدة بيانات كرة القدم.إي يو (الإنجليزية)
- كارلينهوس (لاعب كرة قدم مواليد 1994) على موقع Soccerway.com (الإنجليزية)
- كارلينهوس (لاعب كرة قدم مواليد 1994) على موقع عالم كرة القدم.نت (الإنجليزية)
- كارلينهوس (لاعب كرة قدم مواليد 1994) على موقع AS.com (الإسبانية)